# Loranca (Madrid)
Loranca fue una aldea situada al sureste del núcleo urbano de Fuenlabrada (Comunidad de Madrid, España), que fue despoblada a comienzos del siglo XV. No debe confundirse con el actual barrio de Loranca, en la zona del noroeste del municipio de Fuenlabrada, y que fue construido a finales del siglo XX.

## Historia
La aldea de Loranca se situaba en las cercanías de lo que actualmente se conoce como barranco de Loranca, en el camino de Fuenlabrada a Parla, en la zona sureste del término municipal de Fuenlabrada. En esta zona se han encontrado yacimientos tardorromanos y visigodos que demuestran la presencia previa de asentamientos rurales, que poblaron el lugar de manera ininterrumpida desde el siglo I hasta inicios del siglo VII.
 

La aldea de Loranca como tal fue fundada presumiblemente entre los siglos XII y XIV, durante las repoblaciones llevadas a cabo por los reyes castellanos durante la Reconquista. La aldea debió de quedar despoblada entre 1413 y 1427. En el manuscrito de 1427 de las visitaciones del clérigo Martín Sánchez a las iglesias del Arciprestazgo de Madrid se menciona la Iglesia de Loranca, y evidencia que la aldea ya estaba deshabitada:
«El dicho Martín Sánchez, visitador, visitó la iglesia de Loranca, la cual está sola ca no tiene parroquianos ningunos (...) No hay libros ni otras cosas, salvo que tiene la dicha iglesia hasta seis fanegadas de tierras y una aranzada de viña en Xataf.»
La población de Loranca se debió de ir desplazando progresivamente a otros núcleos cercanos, como Fuenlabrada, que fue fundada hacia 1375 por vecinos provenientes de los despoblados de Loranca y Fregacedos. En las Relaciones Topográficas de Felipe II, llevadas a cabo en Fuenlabrada en 1576, los vecinos de esta localidad explican las razones por las que se dice que Loranca fue deshabitada:
«(...) es opinión que Loranca se despobló porque un pastor de Pinto les comía un prado que tenía la dicha Loranca para sus ganados de labor, y el pueblo, siendo pequeño, contra el pastor y lo mataron, y fue un juez pesquisidor contra ellos, y como fuesen pocos vecinos, huyeron y no osaron tornar al pueblo y se pasaron a vivir a este dicho lugar (...)»
En la actualidad no se conserva en la zona ningún resto de esta antigua población.